# 에드 스토파드
에드 스토파드(영어: Ed Stoppard, 1974년 9월 16일 ~ )는 잉글랜드의 배우이다.

## 출연 작품
- 가디언즈 오브 제네시스 (2018)
- 홈 파이어스 시즌1 (2015)
- 안젤리카 (2015)
- 유스 (2015)
- 블랙우드 (2013)
- 파파도포울로스 & 쏜즈 (2012)
- 영주의 애인 (2012)
- 브랜디드 (2012)
- 브리티안 그레이티스트 코드브레이커 (2011)
- 업스테어즈 다운스테어 (2010)
- 브라이즈헤드 리비지티드 (2008)
- 버트램 호텔에서 (2007)
- 퓨저티브 피스 (2007)
- 레지스탕스 (2006)
- 애니멀(프랑스어판) (2005)
- 썸머 씽스 (2002)
- 피아니스트 (2002)
- 리틀 뱀파이어 (2000)
- 레릭 헌터 (1999)